# Perl (Saarland)
Perl is een gemeente in het district (Landkreis) Merzig-Wadern in de Duitse deelstaat Saarland. Ze heeft een oppervlakte van 75,07 km² en telt 8.824 inwoners. Nabij Perl ligt het drielandenpunt van Frankrijk, Duitsland en Luxemburg. De plaats ligt aan de oostoever van de Moezel. In Perl begint de Moselsteig, een wandelroute naar Koblenz.

## Plaatsen
- Besch
- Borg
- Büschdorf
- Eft-Hellendorf
- Keßlingen
- Münzingen
- Nennig
- Oberleuken
- Oberperl
- Perl
- Sehndorf
- Sinz
- Tettingen-Butzdorf
- Wochern

## Bezienswaardigheden
In de gemeente zijn twee Romeinse villa's opgegraven, in Borg en in Nennig. Die laatste bevat een goed bewaarde vloermozaïek.

## Afbeeldingen

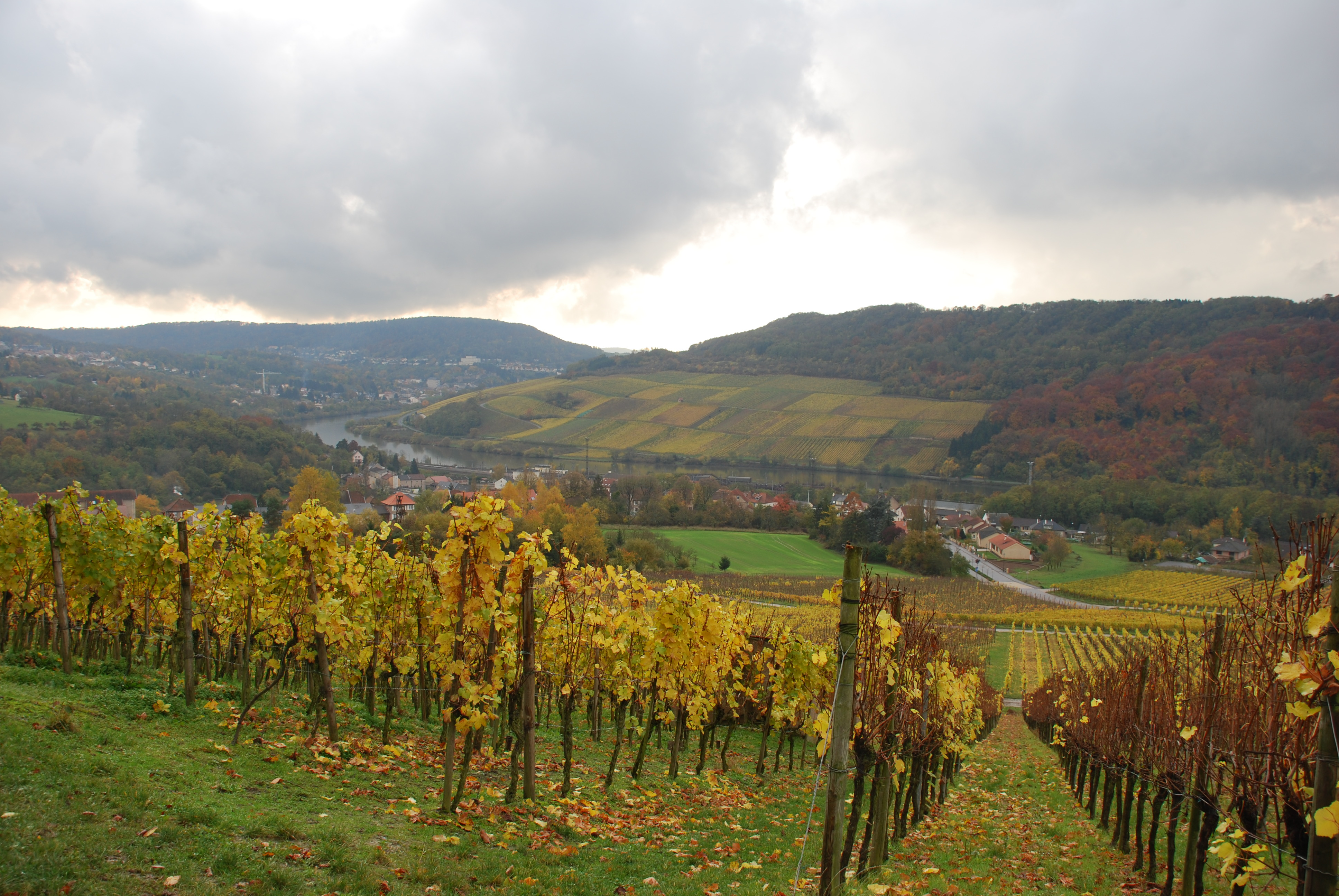
Gezicht op de Moezel, Luxemburg en Frankrijk
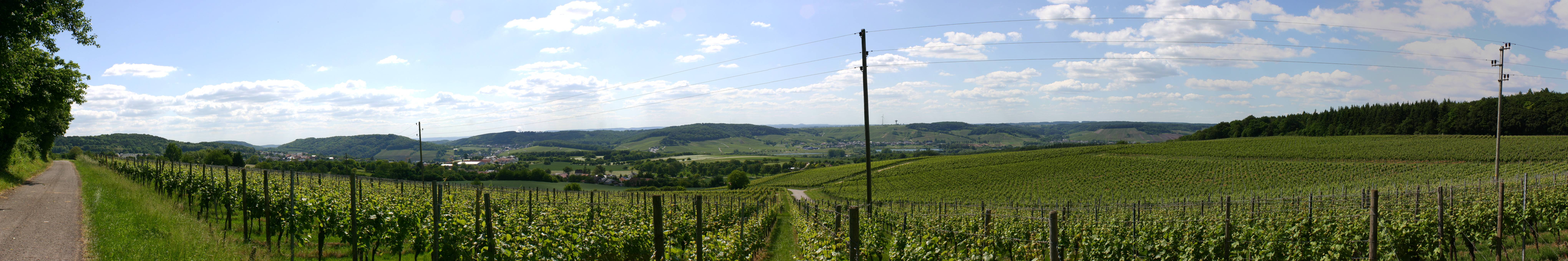
Panorama bij Perl
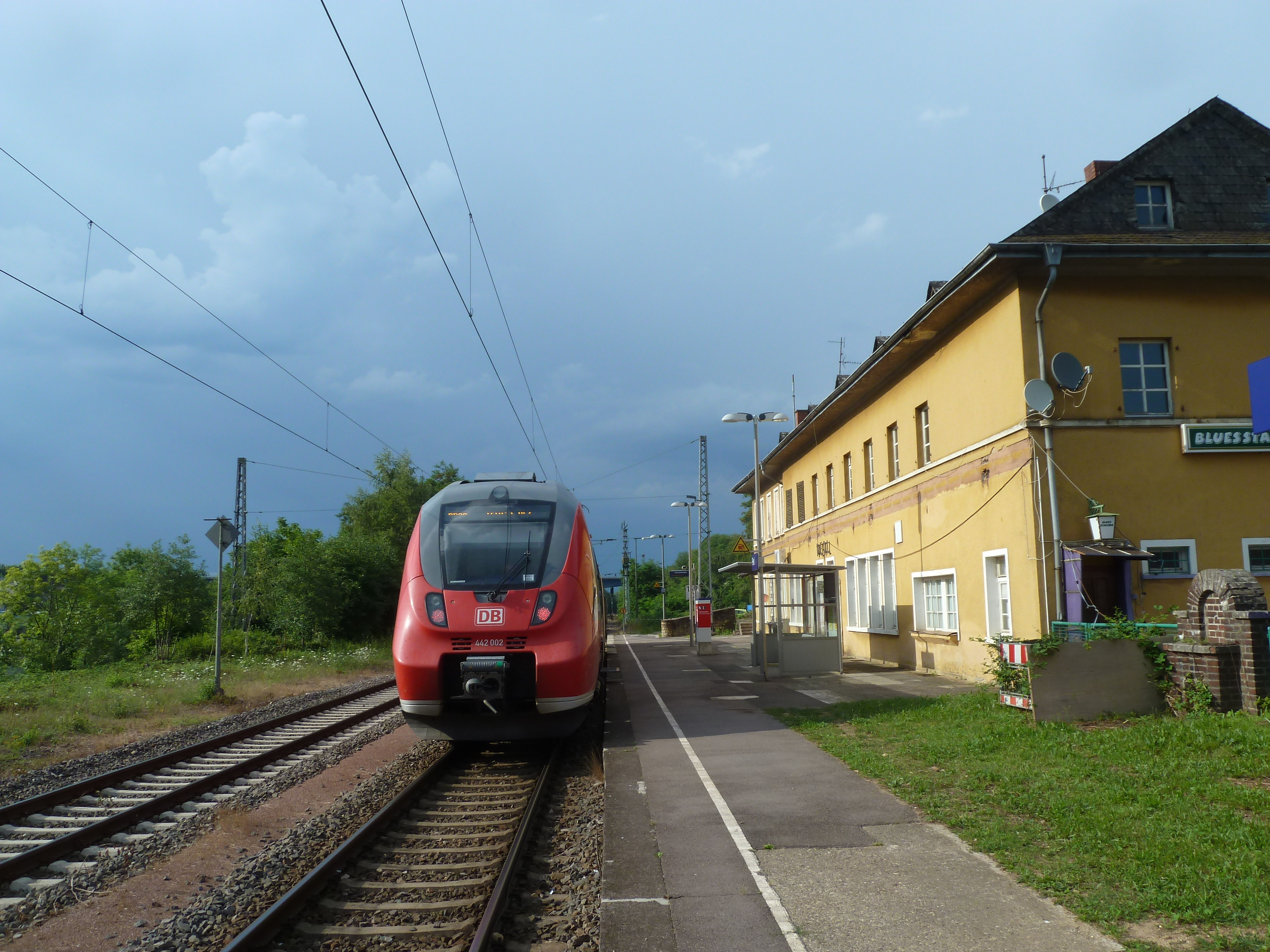
Station

Beckingen ·
Losheim am See ·
Merzig ·
Mettlach ·
Perl ·
Wadern ·
Weiskirchen